# Annapurna (Bhojpur)
Annapurna (nep. अन्नपूर्ण) – gaun wikas samiti we wschodniej części Nepalu w strefie Kośi w dystrykcie Bhojpur. Według nepalskiego spisu powszechnego z 2001 roku liczył on 383 gospodarstw domowych i 1821 mieszkańców (954 kobiet i 867 mężczyzn).